# Festival Internacional de Cine de Monterrey
El Festival Internacional de Cine de Monterrey (FIC) es un festival cinematográfico fundado en 2000 en la ciudad de Monterrey, capital del estado de Nuevo León, México.
Ante la respuesta de los cineastas, el entusiasmo del público regiomontano, apoyados por el Consejo para la Cultura y las Artes de Nuevo León, el Consejo Nacional para la Cultura y las Artes federal y una gran cantidad de patrocinadores, el FIC Monterrey creció hasta convertirse en un proyecto establecido en la comunidad local y nacional después de 5 ediciones
El Festival busca ser una plataforma de formación, exhibición y vinculación de cine contemporáneo nacional e internacional promoviendo entre los jóvenes mexicanos la cultura cinematográfica en Monterrey y motivándolos a la producción de cortos.
El trabajo del FIC es tender un puente para que una selección de 2000 películas de más de 100 países encuentren un público y crear espacios de convivencia cinematográfica, donde cineastas y audiencias puedan compartir y discutir sus distintas visiones,  Nuevo León se ha vuelto especial en este ámbito ya que permite reconocer a la ciudad como nación en el espejo cinematográfico.

## Premios

### Cabrito de plata
Es el premio representativo entregado por el Festival Internacional de Cine (FIC) de Monterrey a la trayectoria de actores y directores nacionales e internacionales, también a los ganadores de las diferentes categorías que participan en el evento.
Su primera entrega fue en el 2007, en la segunda edición del certamen y fueron los hermanos Bruno, Demián y Odiseo Bichir los merecedores a este premio. Algunos de los ganadores por su trayectoria en el cine mexicano de la estatuilla han sido los directores mexicanos Luis Estrada, Daniel Giménez Cacho y Arturo Ripstein.
Categorías a las que se les entrega el Cabrito de Plata:
- Largometraje Internacional Animado.
- Largometraje Internacional Documental.
- Largometraje Internacional Ficción.
- Cortometraje Internacional Animado.
- Cortometraje Internacional Documental.
- Cortometraje Internacional Ficción.
- Largometraje Mexicano Documental
- Largometraje Mexicano de Ficción
- Cortometraje Mexicano Animado.
- Cortometraje Mexicano Documental.
- Cortometraje Mexicano Ficción.
- Mejor Largometraje de Nuevo León
- Mejor Cortometraje de Nuevo León

## Historia

### 2000
En 1999, después de que el Festival NEXTFRAME había sido invitado en dos ocasiones para presentarse en la ciudad, Voladero Espacio Cultural decidió organizar el primer festival de cine en la ciudad, lo cual sucedió el siguiente año. Fue así cómo inició al Festival Internacional de Cine y Video Voladero, el cual se transformó en el Festival de Cine de Monterrey en 2005. Sus primeros tres años fue dirigido por José Galindo y a partir del 2003 por Juan Manuel González.
El Festival Internacional de Cine de Monterrey cuenta con el apoyo de importantes instituciones como el Consejo para la Cultura y las Artes de Nuevo León, la cadena MMCinemas, el Municipio de Monterrey, el Consejo Nacional para la Cultura y las Artes, la Universidad Autónoma de Nuevo León, el Gremio de Cineastas de Nuevo León, Mundo DeaDeveras, TV Nuevo León y diversos patrocinadores. 
Actualmente el FIC es uno de los cinco más importantes del país y el más importante del Norte de México. 
El Festival Internacional de Cine y Video Voladero tenía el objetivo de traer cine de otras partes del mundo para promover la cultura cinematográfica en Monterrey e igualmente ayudar a estimular la producción de cortometrajes. Sin embargo, creó un entusiasmo en el público regiomontano, lo cual fue una sorpresa y sin dejar de mencionar la gran atracción que tuvo a nivel internacional. 

### 2001
El 2 Festival Internacional de Cine y Video Voladero 2001 se llevó a cabo del 23 al 26 de agosto en la Cineteca Nuevo León. Se exhibieron 90 películas y por primera vez, se enviaron películas de Australia y Nueva Zelanda. En esta edición , los ganadores de cortometrajes fueron de México, Tailandia, el Reino Unido y Estados Unidos.
El jurado fue integrado por Carlos Bolado, un reconocido director mexicano que dirigió a Damián Alcázar en Baja California, el límite del tiempo (México, 1998); José Bojórquez, director de cortometrajes; y Gherardo Garza Fausti , cineasta local y consejero de la Cineteca Nuevo León.
Durante el festival, se exhibió como largometraje invitado Promises (USA, 2001), un documental nominado al Oscar y codirigido por Carlos Bolado. La película, que no se había exhibido en México, tuvo éxito y se presentó ante una sala que brindó una ovación a su director.
Lista de Ganadores
- Cortometraje de Ficción
  - Primer lugar a Motorcycle de Adityia Assarat (Tailandia)
  - Segundo lugar a Abuela´s Revolt, de Cruz Angeles (Estados Unidos)
  - Mención Especial a compression de Shawn Yashar (Estados Unidos)

- Cortometraje Documental 
  - Primer lugar a En el Camino del Surco de Afra Mejía (México)
  - Segundo lugar a Wag the Dogma de Emily James (Reino Unido)
  - Mención Especial a Defender los Bosques de Carlos Efraín Pérez (México)

- Cortometraje de Animación
  - Mención Especial a Bat City de Bob Deaver (Estados Unidos)

### 2002
La tercera edición del Festival Internacional de Cine y Video Voladero 2002 tuvo lugar del 22 al 25 de agosto en la Cineteca de Nuevo León. Se exhibieron 140 películas, de las que 44 fueron seleccionadas para competir.
El filme The Laramie Project (2002) de Moisés Kaufman (también parte del jurado) fue estrenado en México durante el Festival. La cinta, cortesía de HBO, cuenta con actuaciones estelares como las de Christina Ricci y Peter Fonda. Además hubo invitados especiales como Fernando Kleirnet y Luis Chávez, representantes de cine profesional.
En esta edición participaron Mariana Chenillo con el cortometraje Preludio (2001) y Amat Escalante con el cortometraje Amarrados (2002) quién fue ganador del primer lugar de ficción.
El jurado fue conformado por Moisés Kaufman, director venezolano de teatro y cine; Arturo Flores, cinefotógrafo mexicano y Roberto Escamilla, cineasta y coordinador de programación de la Cineteca Nuevo León.
Lista de Ganadores
- Cortometraje de Ficción
  - Primer lugar a Amarrados de Amat Escalante (México)
  - Segundo lugar a Fin de etapa de Ricardo Benet (México)

- Cortometraje Documental 
  - Primer lugar a Crni Gavrani de Zelimir Gvardiol (Yugoslavia)
  - Segundo lugar a No puedes hacer más allá de Hugo Mendoza Cruz (México)

- Menciones Especiales
  - Mirada perdida de Adriana Bravo y Andrea Robles (México)
  - The chinese dog de Lut Vandekeybus (Bélgica)
  - Chopstick Bloody Chopstick de Shawn Durr y Wayne Yung (Canadá)

### 2003
Del 18 al 22 de agosto de 2003 se llevó a cabo la 4 edición del Festival Internacional de Cine y Vídeo Voladero en la Cineteca Nuevo León con 150 cortometrajes. 
Esta fue la Fueron 40 cortometrajes ganadores de 150 que se recibieron de alrededor de 20 países entre ellos México, Irán, EUA, España, Brasil, Bolivia, entre muchos otros.  
Everardo González tuvo el honor de abrir el festival con La canción del pulque (México, 2003) que retrata las vidas personales de los clientes de la pulquería donde este fue grabado y muestra cómo el pulque es más que una bebida. 
Gabriel González Meléndez, guionista de Sobrenatural (Daniel Greuner, México, 1996), Roberto Villarreal Sepúlveda, crítico de cine y director del Teatro de la Ciudad, y Jesús Mario Lozano, director regiomontano, fueron los jurados de esta edición.

### 2004
El 2004 tuvo un gran aporte por parte de los cineastas a la historia del cine nacional, dentro del trabajo cinematográfico realizado ese año están los siguientes filmes:
Adictos: La cinta tiene una duración de 90 minutos y contó con la producción de Manuel Fernández bajo la firma de Cinergia Films,  en el trabajo fotográfico estuvo presente Carlos R. Díaz Muñoz, edición  realizada por Manuel Fernández y Eduardo Méndez.
Lloronas, Las: La cinta tiene una duración de 98 minutos, contó con la dirección de Lorena Villareal y la producción de Jimena Rodríguez, Lorena Villareal; Rudy Joffroy (gerente de producción). Además en fotografía contó con la colaboración de Alejandro Cantú, edición por Abraham Marcos y Christopher Gernon, efectos especiales por Duran & Duran, sonido por Frank Gaeta y Luciano Larobina, música original por Leoncio Lara-Bon.
La cinta se califica en el género Drama-Terror y participó en la XIX Muestra Internacional de Cine Mexicano e Iberoamericano en Guadalajara (Festival Internacional de Cine de Guadalajara). 

### 2005
Ese año el evento tuvo lugar del 13 al 20 de agosto, y el Festival Internacional de Cine y Vídeo Voladero se convirtió en el Festival Internacional de Cine de Monterrey.
La ceremonia de inauguración fue en el Museo de Arte Contemporáneo de Monterrey (MARCO) y como parte de la ceremonia se exhibió una versión restaurada de la película Los olvidados (1950) del director Luis Buñuel.
Durante esta edición hubo la primera convocatoria abierta para la selección y exhibición de siete en los estratos de largometrajes y cortometrajes. El filme De nadie, del director regiomontano Tin Dirdamal fue el ganador en calidad de película larga.  Para la esfera de cortometraje hubo una selección oficial de las mejores 46 películas de más de 15 países distribuidas en cuatro categorías, de ficción, documental, animación y mexicano.
Además la Filmoteca Vasca y el programa KIMUAK, ofrecieron una muestra de sus producciones elaboradas a lo largo de siete años de trayectoria en el País Vasco.
La participación del cine infantil se hizo presente a través de la sección Cine Deadeveras que, a través de un jurado integrado por niños, premió al mejor cortometraje también realizado por niños. Los ganadores fueron Guillermo Wiefling y Sofía Mejía de Argentina.
La sede del festival fue el Teatro Calderón, y los filmes se exhibieron en la Cineteca Nuevo León y en MMCinemas. 
Instituciones
El Consejo para la Cultura y las Artes de Nuevo León, la cadena MMCinemas, el Municipio de Monterrey, el Gremio de Cineastas de Nuevo León, el Consejo Nacional para la Cultura y las Artes, la Universidad Autónoma de Nuevo León, TV Nuevo León y Mundo DeaDeveras fueron algunas de las instituciones y organizaciones que apoyaron a la elaboración de este evento cultural. 
Invitados
Hubo diversos invitados especiales como la actriz regiomontana Irma Lozano, a quien se le ofreció un homenaje por sus 40 años de trayectoria artística. 
Durante la función especial del filme Digna… hasta el último aliento, se contó con la presencia de honor del director Felipe Cazals y de la actriz Vanesa Bauche.
Entre los visitantes especiales al evento estuvieron la actriz Diana Bracho, como presidenta de la Academia de Artes y Ciencias Cinematográficas; los actores Rosaura Espinoza, Silvia Pasquel y Luis Felipe Tovar. El Instituto Mexicano de Cinematografía estuvo representado por Carlos Taibo, Ivonne García y Dora Moreno.
Jurado
El jurado de selección cinematográfica estuvo integrado por José Luis García Agraz, director de Estudios Churubusco; Roberto Fiesco, productor mexicano; Julián Hernández, director mexicano ganador del Premio Teddy de la Berlinale en dos ocasiones. y Víctor Saca, director regiomontano ganador del Ariel, premio de la Academia Mexicana.
Lista de Ganadores
- Mejor Lergometraje
  - De nadie de Tin Dirdamal (México)

- Cortometraje de Ficción
  - Primer lugar
  - Last Summer's Room de Je-hui Lee (Corea)
  - Segundo lugar
  - Ana y Manuel de Manuel Calvo (España)

- Cortometraje Documental
  - Primer lugar
  - Danzante de Sergio Bátiz (México)
  - Segundo lugar
  - El final de los cisneros de Oswaldo Salas (México)

- Cortometraje de Animación
  - Primer lugar
  - Butler de Erik Rosenlund (Suecia)
  - Segundo lugar
  - Memo monedas de Miguel Ángel Martínez (México)

- Mejor Cortometraje Mexicano
  - Mi nombre es Ringo de Juan Evers Martínez

- Mención Especial en la sección de Largometraje Mexicano
  - Dólares de arena de Israel Cárdenas (México)

### 2006
Se llevó a cabo del 12 al 19 de agosto en la ciudad de Monterrey. 
El país invitado fue Alemania, que se caracterizó por tener una de las más grandes tradiciones cinematográficas así como una industria contemporánea. Gracias a esta participación, el FIC Monterrey estuvo presente por primera vez en el 56 Berlín International Film Festival, proporcionando a Monterrey una importante audiencia de cine y arte alemán durante la semana del festival. 
El festival creció, con un total de 10.000 visitantes y proyectando 197 películas, 45 de ellas largometrajes y el resto cortometrajes, representando a 42 países de los cinco continentes. 
El jurado estuvo integrado por diferentes miembros de la comunidad cinematográfica nacional e internacional como: Amy King, programadora del Festival SilverDocs; Graça Selliman, directora del Museo de Imagen y Sonido de Säo Paulo, Brasil; Luis Tovar, periodista y crítico de cine; Marec Fritzinger, cineasta y animador francés; Sergio Molina, Comisionado Nacional de Filmaciones en México; Ricardo Torres, director de Golem Producciones y David “Leche” Ruíz, director de cine mexicano.
Lista de Ganadores
- Mejor Largometraje de Ficción
  - Sunflower de Zhang Yang (China)
  - Mención Especial para Kilométre Zero de Hiner Saleem (Kurdistán)

- Mejor Largometraje Documental
  - Kordavision de Héctor Cruz Sandoval (Estados Unidos)
  - Mención Especial para Doutores da alegria de Mara Mourao (Brasil)

- Cortometraje de Ficción
  - Primer lugar
  - Blackout de Maximilian Erlenwein (Alemania)
  - Segundo lugar
  - Shemesh Sheli de Ruth Litan (Israel)

- Cortometraje Documental
- Primer lugar
  - Juego de manos / Breviario contra la violencia de Karla Ahide López Salgado (México)
  - Segundo lugar
  - Regards libres de Romain Delange (Francia)

- Cortometraje de Animación
  - Primer lugar
  - Delivery de Till Nowak (Alemania)
  - Segundo lugar
  - Kater de Tine Kluth (Alemania)
  - Mención Especial para McLaren’s Negatives de Marie-Joseé Saint-Pierre (Canadá)

- Mejor Cortometraje Mexicano
  - El otro cuarto de Acán Coen

### 2007
La tercera edición se llevó a cabo del 11 al 18 de agosto. 1350 películas de 81 países diferentes se inscribieron en la competencia, siendo presentadas 14 largometrajes y 46 cortometrajes. 
China fue el país invitado y participó con una muestra de cine contemporáneo y una retrospectiva de la Academia de Cine de Beijing. El cineasta Tian Zhuangzhuang recibió el Cabrito de Playa por su trayectoria artística.
Hubo un homenaje a los hermanos Bruno, Demián y Odiseo Bichir, por su trayectoria en el cine y la televisión nacional, y una memoria de Ismael Rodríguez y Pedro Infante por el 50 aniversario luctuoso.
Esta edición también contó con la participación de Aarón Díaz, Pedro Armendáriz Jr., Judy Reyes, Joselo, Café Tacva, el productor francés Antoine Simkine, y otros directores nacionales e internacionales que participaron en la competencia.
El jurado fue conformado por Gustavo García (historiador y crítico de cine), Iván Giroud (director del Festival Internacional del Nuevo Cine Latinoamericano en La Habana, Cuba), Jesús Torres (cineasta y catedrático del ITESM) y René Villarreal (cineasta regiomontano).
Lista de Ganadores
- Mejor Largometraje de Ficción
  - Iszaka utazása de Csaba Bóllok (Hungría)

- Mención del Jurado al Mejor Trabajo Sonoro
  - Ecoute le temps de Alanté Kavaité (Francia)

- Mención del Jurado a Mejor Fotografía
  - O ano em que meus país saram de Cao Hamburger (Brasil)

- Mejor Largometraje Documental 
  - Los Ladrones Viejos de Everardo González (México)

- Cortometraje de Ficción
  - Primer lugar a Bhai Bhai de Oliver Klein (Francia)
  - Segundo lugar a Innocent as I was de Xiao Xiao (China)
  - Mención Especial a Tristeza de Pierre Saint Martin (México)

- Cortometraje Documental 
  - Primer lugar a Yaptik Haase de Edgar Bartenev (Rusia)
  - Segundo lugar a Un dimanche a Pripiat de Blandine Huk y Frederic Cousseau (Francia)
  - Mención Especial a Somos alzados en bastones de mando de Mauricio Acosta (Colombia)

- Cortometraje de Animación
  - Primer lugar a 458 NM de An Blitzer, Ilija Brunck y Tom Weber (Alemania)
  - Segundo lugar a Vodoo Bayou de Javier Gutiérrez (México)
  - Mención Especial a Apnee de Claude Chabot (Francia)

- Mejor Cortometraje Mexicano 
  - Fin de Trayecto de Acán Coen (México

### 2008
En la edición 2008 del Festival Internacional de Cine Monterrey (FIC), acudieron 26.750 personas entre el 15 y 23 de agosto a las sedes del festival.
Se exhibieron 197 películas de 25 diferentes país y Argentina fue el país invitado, mostrando largometrajes y cortometrajes.
En este mismo año surgió el primer Encuentro Internacional de Guionistas, que se realizó en colaboración con el Austin Film Festival y en el que 694 participantes tuvieron ocasión de conocer a guionistas como Daniel Petrie y Paula Markovitch, entre otros.
Se creó El Día de la Industria Cinematográfica en el FIC Monterrey 2008 por IMAGYX Entertainment, patrocinado por Kodak y New Art Digital, entre otros. Esta primera edición tuvo casi 500 asistentes, lo que demuestra el interés existente en Nuevo León por el crecimiento de la industria.
El actor estadounidense Tommy Lee Jones y el mexicano Héctor Bonilla recibieron el Cabrito de Plata en esta edición el cual fue entregado por su admirable y extensa trayectoria en el cine de sus respectivos países.
Originalmente Pirata (Be Kind Rewind). la cinta estadounidense dirigida por Michel Gondry y protagonizada por Jack Black se encargó de dar el banderazo de salida al FIC Monterrey 2008. El jurado estuvo formado por Csaba Bollock, ganador por Mejor Largometraje Documental en el 3 FIC Monterrey con Los ladrones viejos; John Merriman, del Festival de Cine de Austin; Fernanda Solórzano, Pavel Heck y Giovana Zacarías.
Competencia Internacional
| Categoría                        | Película                                                   | País              |
| -------------------------------- | ---------------------------------------------------------- | ----------------- |
| Mejor Dirección                  | Le voyage du ballon rouge de Hou Hsien                     | Francia           |
| Mejor Guion                      | Revenge de Götz Spielman                                   | Austria           |
| Mejor Interpretación Protagónica | Nazarena Duarte en La Rabia                                | Argentina         |
| Mejor Fotografía                 | Mark Lee Ping Bing, por Le voyage du ballon rouge          | Tailandia         |
| Mejor Sonido                     | Akritchalem Kalayanamitr por Wonderful Town                | Tailandia         |
| Mejor Edición                    | Vampiro: Angel, Devil, Hero de Lee Deambre                 | Canadá            |
| Premio de la Audiencia           | Revenge de Götz Spielman                                   | Austria           |
| Mejor Cortometraje de Ficción    | Tony Zoreil de Valentin Potier                             | Francia           |
| Mejor Cortometraje Documental    | Triathlon de Bartosz Warwas                                | Polonia           |
| Mejor Cortometraje de Animación  | Weiss de Florian Grolig                                    | Alemania          |
| Menciones de Jurado              | Le pont de Vicent Bierrewaerts 52 Porcent de Rafal Skalski | Francia - Bélgica |

México de Sur a Norte en Competición
| Categoría                        | Película               | Director                     |
| -------------------------------- | ---------------------- | ---------------------------- |
| Mejor Cortometraje Mexicano      | Lección relámpago      | Alejandro Lubezki            |
| Mejor Largometraje de Nuevo León | Flores para el soldado | Francisco Javier Garza       |
| Mención Especial                 | La horda               | Luis Gerardo Ramos Rodríguez |
| Mejor Cortometraje de Nuevo León | Parte dos: Dogmaid     | Octavio Hinojosa             |

### 2009
La 5 edición del Festival Internacional de Cine de Monterrey (FIC) fue inaugurado con la cinta Mary and Max, del director Adam Elliot y fue Australia el país invitado de honor. El festival se llevó a cabo del 21 al 29 de agosto de 2009 y contó con 28,045 asistentes que acudieron a las diferentes sedes como la: Cineteca Nuevo León, Cinépolis Las Américas, Teatro de la Ciudad de Monterrey, Centro Cultural Plaza Fátima y Auditorio San Pedro.
En esta edición se proyectaron un total de 194 cintas entre las 2,424 que se recibieron de 117 diferentes países y se realizó por sefunda ocasión el Día de la Industria Cinematográfica con el tema "Se venden películas y (cineastas también)" de igual manera se llevó a cabo el primer Encuentro Internacional de Cinefotográfia. El FIC contó con el apoyo del Gremio de Cineastas de Nuevo León y de la Sociedad Mexicana de Cinefotógrafos. 
En este 5 FIC Monterrey estuvieron como jurados Juan Farré, Óscar Moreno, ganador en 2008 por la película Hoy el día se repite diferente, Bina Paul Venugopal, Directora Artística del Festival de Cine de Kerala (enlace roto disponible en Internet Archive; véase el historial, la primera versión y la última)., Silvia Perel, del Festival Internacional de Cine Latino (enlace roto disponible en Internet Archive; véase el historial, la primera versión y la última)., Fernando Rovzar, Ricardo Vélez Pareja del Festival de Cine de Cartagena (enlace roto disponible en Internet Archive; véase el historial, la primera versión y la última)., Tomas Wlls, Miguel Kohan, Aarón Margolis y Gabriela Tagliavini. 
Lista de Ganadores
Competición Internacional
- Mejor largometraje de Ficción

Kolme viistasta miestä de Mika Kaurismaki, Finlandia
- Mejor Largometraje Documental

Bloody Mondays & Strawberry Pies de Coco Schrijber, Países Bajos
- Mención Especial

The Yes Men fix the World de Andy Bichlbaum, Mike Bonano y Kart Engehr Estados Unidos, Francia
- Mejor Director

Paolo Sorrentino por Il Divo, Italia
- Mejor Guion

Paolo Sorrentino por Il Divo, Italia
- Mejor Interpretación Protagónica

Edward Hogg por White Lightnin Reino Unido
- Mejor Fotografía

Agnès Godard por Home, Francia 
- Mejor Sonido

Luc Yersin por Home, Francia 
- MEjor Edición

Gys Zevernbergen por Bloody Mondays &Strawberry Pies, Países Bajos 
- Premio de la Audiencia

Kolme viista miestä de Mika Kaurismaki, Finlandia 
- Mejor Cortometraje de Ficción

Madaram Sayeh bolandi darad de Kaveh Ghaharemany, Irán
- Mención Especial

Dan v Benetkan de Rok Bicek, Eslovenia
- Mejor Cortometraje de Ficción

Madaram Sayeh bolandi darad de Kaveh Ghaharemany, Irán 
- Mención Especial

Sociedad Anónima de Beatriz Betsabé Bautista, México
- Mejor Cortometraje de Animación

Milovan Circus de Gerlando Infuso, Bélgica
- Mención Especial

Niño de mis ojos de Guadalupe Sánchez Sosa, México 
México de Norte a Sur en competencia 
- Mejor Cortometraje Mexicano

Spital Zürch de Miguel Muzquiz
- Mención Especial  Jaulas de Juan José Media
- Mejor Largometraje de Nuevo León

El día de Tao
- Mejor Cortometraje de Nuevo León

Princesa en la torre de Cristóbal Juárez 
- Mención Especial

Panoramas de Gian Cassini y Luego de Ana Laura Rascón

### 2010
Se llevó a cabo la edición 6 del 20 al 29 de agosto y México fue el país invitado con motivo del Bicentenario de su Independencia y Centenario de la Revolución. En la ceremonia inaugural No eres tú, soy yo, de Alejandro Springall, fue la película de estreno mundial.
Esta edición contó con la participación de 195 películas de 34 distintos países, que se proyectaron en las sedes de Cinépolis Garza Sada, Cinépolis Galerías y la Cineteca Nuevo León: por primera vez, Turquía y Etiopía tuvieron participación.
En este certamen se creó el premio Iconos del Cine mexicano, al que se denominó como el Cabrito de Cristal y fue entregado a las actrices Arcelia Ramírez, María Eugenia Llamas, Ofelia Medina y Silvia Pinal; así como también a los actores Héctor Suárez y Pedro Armendáriz Jr., quien además fue galardonado con el Cabrito de Plata, junto con la directora Maryse Sistach.
Con motivo del festejo de México, para este año, el FIC Monterrey contó con las secciones “México de Norte a Sur”, “Cine por un México mejor”, “La República de los Leones: Cine de Nuevo León” y “De la Bóveda”.
Ganadores Competición Internacional
| Premio                           | Película                        | Ganador                             | País de la película       |
| -------------------------------- | ------------------------------- | ----------------------------------- | ------------------------- |
| Mejor largometraje de ficción    | Les Signes Vitaux               | Sophie Deraspe                      | Canadá                    |
| Mejor largometraje documental    | Alias                           | Jens Junker                         | Alemania                  |
| Mejor director                   | Les Signes Vitaux               | Sophie Deraspe                      | Canadá                    |
| Mejor guion                      | The Two Escobars                | Jeff y Michael Zimballist           | Colombia – Estados Unidos |
| Mejor interpretación protagónica | Shahada                         | Maryam Zaree                        | Alemania                  |
| Mejor fotografía                 | Het Leven Uit Een Dag           | Jasper Wolf                         | Países Bajos              |
| Mejor Sonido                     | Les Signes Vitaux               | Frédéric Cloutier                   | Canadá                    |
| Mejor montaje                    | The Two Escobars                | Gregory O’Toole y Jeff Zimballist   | Colombia – Estados Unidos |
| Premio de la audiencia           | Alias                           | Jens Junker                         | Alemania                  |
| Mejor cortometraje de ficción    | Little By Little                | Leung Kin Pong                      | Hong Kong                 |
| Mención especial                 | - Tokio Baby - Customer Support | - Tommi Kainulainen - André Ovredal | - Finlandia - Noruega     |
| Mejor cortometraje documental    | Szesc Tygodni                   | Marcin Janos Krawczyk               | Polonia                   |
| Mención especial                 | Kinbaku                         | Jouni Hokkanen                      | Finlandia                 |
| Mejor cortometraje de animación  | Le Petit Dragon                 | Bruno Collet                        | Francia                   |
| Mención especial                 | Sous un coin de ciel bleu       | Demuynck y Cecilia Marreiros Marum  | Francia – Bélgica         |

Ganadores México de Norte a Sur
| Premio                        | Película                                       | Director                     |
| ----------------------------- | ---------------------------------------------- | ---------------------------- |
| Mejor largometraje de ficción | Perpetuum Mobile                               | Nicolás Pereda               |
| Mejor largometraje documental | Un día menos                                   | Dariela Ludlow               |
| Mejor cortometraje            | El último canto del pájaro Cú                  | Alonso Ruiz Palacios         |
| Mención especial              | La mina de Oro de Jacques Bonnavent y Martyris | Luis Felipe Hernández Alanís |

Ganadores La República de los Leones
| Premio                           | Película               | Director                                                    |
| -------------------------------- | ---------------------- | ----------------------------------------------------------- |
| Mejor largometraje de Nuevo León | Los carboneros         | Melisa Saucedo González y Benjamín Contreras Cabrera        |
| Mejor cortometraje de Nuevo León | - La beca - El intruso | - Héctor Montaño Jaramillo - Carlos Algara y Carlos Ramírez |

### 2011
En el 7 Festival Internacional de Cine Monterrey que se llevó a cabo del 18 al 28 de agosto se proyectaron 193 películas de las cuales 25 fueron largometrajes y 59 cortometrajes provenientes de más de 50 países de los cinco continentes y 22.806 asistentes.
Ese mismo año dentro del FIC se efectuó el primer Encuentro Internacional de Animación del 22 al 25 de agosto, dirigido por Carlos Carrera, a quien premiaron con el Cabrito de Plata. Estuvieron presentes grandes personajes del mundo de la animación como Marec Fritzinger quien ha hecho proyectos para Disney y Universal Studios; Kunihiko Yuyama, director de las películas de Pokemón; Shaun Pette, Marv Newland, Alonso Martínez, Lou Hamoulhad, Quia Rodrígues, Tomás Welss Barkan y Patricio Gabriel Plaza, entre otros.
En el evento se realizó un Panel de Animación Artesanal y Canadá fue el país invitado de este año por lo que se proyectó una muestra del National Film Board de ocho largometrajes. 
| Internacional                                 |                                                       |                                        |           |
| --------------------------------------------- | ----------------------------------------------------- | -------------------------------------- | --------- |
| Mejor Largometraje Internacional de Ficción   | En terrains connus (En terrenos conocidos)            | Stéphane Lafleur                       | Canadá    |
| Mejor Largometraje Internacional Documental   | Khusel Shunal (Pasión)                                | Byamba Skhya                           | Mongolia  |
| Mejor Cortometraje Internacional de Ficción   | Eu Ñao Quero Voltar Sozinho (No quiero regresar solo) | Daniel Ribeiro                         | Brasil    |
| Mención del Jurado                            | Seamstress (Costureras)                               | Gracie Otto                            | Australia |
| Mejor Cortometraje Internacional Documental   | Guañape Sur                                           | János Richter                          | Italia    |
| Mejor Cortometraje Internacional de Animación | Loom (Telar)                                          | Jan Brunck, Ilija Bitzer y Csaba Letay | Alemania  |
| Mención Del Jurado                            | El mundo de Raúl                                      | Horizoe García Miranda                 | Cuba      |
| Premio de la Audiencia                        | Jiro Dreams of Sushi (Jiro sueña con sushi)           | David Gelb                             |           |

| Nacional                         |                                     | |
| -------------------------------- | ----------------------------------- | --- |
| Mejor Largometraje Mexicano      | 1º El lugar más pequeño 2º Preludio | 1º Tatiana Huezo Sánchez, 2º Eduardo Lucatero |
| Mejor Largometraje de Nuevo León | Amor del regio                      | Manolo Rodríguez Leal, Enrique López Oropeza, Hernán Rocha, Pamela Pulido, Óscar Rodríguez Górriz, Alfredo Sánchez Mejorada Herrera, Antonio Cárdenas Gahed, Enrique Okusono, Pablo Suess, Daniel Cantú y César Cossio |
| Mejor Cortometraje Mexicano      | Réquiem para la eternidad           | Alberto Resendis Gómez |
| Mención Del Jurado               | Barrios, Beats and Blood            | Ioan Grillo y John Dickie |
| Mejor Cortometraje de Nuevo León | Dime quién eres                     | Jorge Castillo, Jesús Castorena, Brandonh Cruz y Magdiel Sanmiguel |
| Premio de la Audiencia           | El lugar más pequeño                | Tatiana Huezo Sánchez |

### 2013
La novena edición del Festival de Cine de Monterrey (FIC) llevada a cabo en 2013, se centró en ofrecer a los cinéfilos de Nuevo León y sus alrededores una visión del cine que va más allá de las grandes producciones de Hollywood.
Se contó con la participación de diversos cineastas norteamericanos, de los cuales destacó el director y guionista estadounidense Shane Carruth. Su película Upstream Color fue la elegida para protagonizar la gala inaugural de esta fiesta, que transcurrió del 22 de agosto al 1 de septiembre del 2013 y a la cual acudieron 17.359 personas
Para esta edición el festival ofreció un taller de animación en stop motion a las niñas de la casa Hogar de la Armonía, quienes tuvieron la oportunidad de realizar sus propios cortometrajes y exhibirlos como parte de la programación del Festival.
Este año se hizo un esfuerzo por llevar al FIC Monterrey a comunidades marginadas, donde se proyectaron algunas de las películas que conformaron la selección de este año. Además, se llevó a cabo el concurso Fotogramas de Ayuda, donde a los ganadores se les brindaron apoyos para realizar un vídeo en apoyo a las mujeres víctimas de violencia, así como para realizar un proyecto personal.
Se realizaron tres homenajes a dos grandes personajes de la industria cinematográfica regiomontana. Dos de ellos fueron para el primer actor Ignacio López Tarso, quien se llevó un Cabrito de Plata por su trayectoria artística y un Cabrito de Cristal por ser considerado un icono del cine mexicano. La reconocida actriz Angélica Aragón fue la otra mexicana reconocida en el evento, también con un Cabrito de Cristal.
Los jueces encargados de hacer la selección de ganadores fueron Juan Antonio de la Riva, Miguel Ángel Mendoza y Víctor Saca en los largometrajes; Cristina Venegas, Drew Mayer Oakes y Nicole Opper en los largometrajes mexicanos; y Gabriel Guzmán, Hernán Galindo y Luis Téllez en los cortometrajes.
Ganadores competición internacional
| Categoría                                              | Película                   | Director                                |
| ------------------------------------------------------ | -------------------------- | --------------------------------------- |
| Mejor Largometraje Internacional de Animación          | O Apóstolo                 | Fernando Cortizo                        |
| Mejor Largometraje Internacional Documental            | Himself He Cooks           | Valerie Berteau y Philippe Witjes       |
| Mejor Largometraje Internacional de Ficción            | Nairobi Half Life          | Tosh Kitonga                            |
| Mejor Cortometraje Internacional de Animación          | Yeon-ae-no-ri (Love games) | Joung Yumi                              |
| Mejor Cortometraje Internacional Documental            | Hua Duo                    | Huaquing Jin                            |
| Mención Especial                                       | Enseguida anochece         | Gonzalo Gerardín y María Paula Trocchia |
| Mejor Cortometraje Internacional de Ficción            | Sub                        | Jossie Malis Álvarez                    |
| Mención Especial Cortometraje Internacional de Ficción | The Mass of Men            | Gabriel Guachet                         |
| Mención Especial                                       | Tin & Tina                 | Rubin Stein                             |

Ganadores competición nacional
| Categoría                                | Película                            | Director                         |
| ---------------------------------------- | ----------------------------------- | -------------------------------- |
| Mejor Largometraje Mexicano Documental   | Celso Piña: el rebelde del acordeón | Alfredo Marrón                   |
| Mejor Largometraje Mexicano de Ficción   | Las búsquedas                       | José Luis Valle                  |
| Mención Especial del Jurado              | La revolución de los alcatraces     | Luciana Kaplan                   |
| Mejor Cortometraje Mexicano de Animación | Un día en familia                   | Pedro “Zulu” González            |
| Mención Especial                         | Lluvia en los ojos                  | Rita Basulto                     |
| Mejor Cortometraje Mexicano Documental   | La música silenciada                | Andrea Oliva Marcial             |
| Mejor Cortometraje Mexicano de Ficción   | Ratitas                             | David Figueroa García            |
| Mención Especial                         | Otra galaxia                        | Alfredo Juan Félix Díaz González |
| Mejor Cortometraje de Nuevo León         | Al final de octubre                 | Luciano Pérez Savoy              |
| Mención Especial                         | El último predicador                | Pablo Alejandro Gómez Canales    |

### 2014
En esta edición se celebró el décimo aniversario, por lo que se expuso la cinematografía de los tres países con más participación en el Festival: Estados Unidos en la función inaugural, y España y Alemania en galas especiales. 
Durante la gala nacional se estrenó Entre sombras, escrita y dirigida por Tony Wakefield; y en las galas internacionales Love Steak de Alemania y dirigida por Jakob Lass y Vivir es fácil con los ojos cerrados de España y dirigida por David Trueba. 
Por primera vez la Muestra Estatal de Cine Estudiantil formó parte de la competencia oficial, y se volvió a trabajar con Enlaces Con Tacto A. C. con los niños de la Alianza Anticáncer Infantil, donde 11 niños realizaron tres cortometrajes animados como forma de expresión. Además se realizó un taller de cortometrajes a jóvenes de polígonos de riesgo en Nuevo León con la colaboración de Heartland Alliance y Vista Digital Rent, donde se realizaron nueve cortos que proyectaran el contexto social, cultural y económico para generar un cambio. 
Se realizó un homenaje al actor y productor Daniel Giménez Cacho, quien recibió un Cabrito de Plata por su trayectoria artística, y un Cabrito de Cristal como Icono del Cine Mexicano. Y por séptima ocasión se llevó a cabo el Día de la Industria Cinematográfica 2014 que contó con un diálogo directo para desarrollar producciones audiovisuales en México entre especialistas, profesionales y estudiantes. 
El jurado estuvo integrado por Gerardo Tort, María Novaro y Mario Zaragoza, para los largometrajes internacionales; y por Erwin Gómez Viñalez, Gabe Van Amburgh y Raphaële Monnoyer, para los largometrajes nacionales. Para la Muestra Estatal de Cine Estudiantil (MECE) estuvieron Alejandro Gómez Treviño, Carlos García Campillo y Gizeh Guevara; y en los cortometrajes Andrés Clariond Rangel, Carolyn King e Inti Cordera. 
Ganadores
- Competencia internacional

| Premio                                                    | Ganador                                                                                               | Director                           |
| --------------------------------------------------------- | --- | ---------------------------------- |
| Mejor Largometraje Internacional de Ficción               | De Nieuwe Wereld (El nuevo mundo)                                                                     | Jaap van Heusden                   |
| Mejor Largometraje Internacional de Animación             | Lisa Limone ja Maroc Orange tormakas armulu (Lisa Limone y Maroc Orange, una rápida historia de amor) | Mait Laas                          |
| Mejor Largometraje Internacional Documental               | Finding Vivian Maier (Encontrando a Vivian Maier)                                                     | John Maloof                        |
| Mención del Jurado: Largometraje Internacional de Ficción | Chaika                                                                                                | Miguel Ángel Jiménez               |
| Mejor Cortometraje Internacional de Ficción               | Dentro                                                                                                | Bruno Autran                       |
| Mejor Cortometraje Internacional Documental               | Nasza Klatwa (Nuestra maldición)                                                                      | Tomasz Sliwinski                   |
| Mejor Cortometraje Internacional de Animación             | Payada pa' Satán                                                                                      | Carlos Balseiro y Antonio Balseiro |
| Menciones del Jurado                                      | An der tür (En la puerta)                                                                             | Miriam Bliese                      |

- Competición Mexicana

| Premio                                   | Ganador                | Director                     |
| ---------------------------------------- | ---------------------- | ---------------------------- |
| Mejor Largometraje Mexicano de Ficción   | Cuatro Lunas           | Sergio Tovar Velarde         |
| Mejor Largometraje Mexicano Documental   | La danza del hipocampo | Gabriela Domínguez Ruvalcaba |
| Mejor Largometraje de Nuevo León         | La sangre bárbara      | Jesús Mario Lozano           |
| Mejor Cortometraje Mexicano Documental   | Un día como tantos     | Mauricio Gutiérrez           |
| Mejor Cortometraje Mexicano de Ficción   | Nunca regreses         | Leonardo Díaz                |
| Mejor Cortometraje Mexicano de Animación | El gran líder          | Francisco Jiménez            |
| Mejor Cortometraje de Nuevo León         | El beso                | Carlos G. Dávila             |
| Menciones del Jurado                     | Gloria                 | A. J. Gómez                  |

- Muestra Estatal de Cine Estudiantil

| Premio                                                       | Ganador                    | Director                 | Escuela                    |
| ------------------------------------------------------------ | -------------------------- | ------------------------ | -------------------------- |
| Mejor Cortometraje de la Muestra Estatal de Cine Estudiantil | Sin Dios y sin Santa María | Jorge Alberto Rico Silva | Facultad de Artes Visuales |
| Menciones del Jurado                                         | Un día como tantos         | Mauricio Gutiérrez Reyna | Facultad de Artes Visuales |
| Menciones del Jurado                                         | Querer bonito              | Iztarú Alfaro Guerrero   | Tecnológico de Monterrey   |

- Premio Jurado de la Audiencia

| Premio                               | Ganador            | Director         |
| ------------------------------------ | ------------------ | ---------------- |
| Jurado de la Audiencia Internacional | De Nieuwe Wereld   | Jaap van Heusden |
| Jurado de la Audiencia Nacional      | En el último trago | Jack Zagha       |

## Film List Nuevo León
- Alexandro Aldrete
- Davvhe De Gant (David Medina)
- Ricardo Arnaiz
- Pablo Chavarría Gutiérrez
- Benjamin Contreras Cabrera
- Israel Cárdenas
- Roberto Escamilla
- Marco Aurelio Galindo
- Rogelio A. González
- Carlos Javier González Morantes
- Laura Amelia Guzmán
- Ángel Mario Huerta Cantú
- Fernando Kalife
- Diego Amando Moreno Garza
- Gabriel Nuncio
- José S. Ortíz
- Diego Enrique Osorno
- Andrés Clariond Rangel
- Alberto Rojas
- David Ruiz
- José G. Salazar Hernández
- Jesús "Chucho" Torres
- René Villarreal